# Nikaido
De Nikaido-clan (二階堂氏, Nikaidō-shi) was een familie van Japanse daimyo die heersten over het district Iwase in de provincie Mutsu tijdens de Sengoku-periode. Hun thuisbasis was te kasteel Sukagawa. De Nikaido-clan zou afstammen van Fujiwara no Muchimaro, de stichter van het zuidelijke hof van de Fujiwara-clan.

## Kasteel Gifu

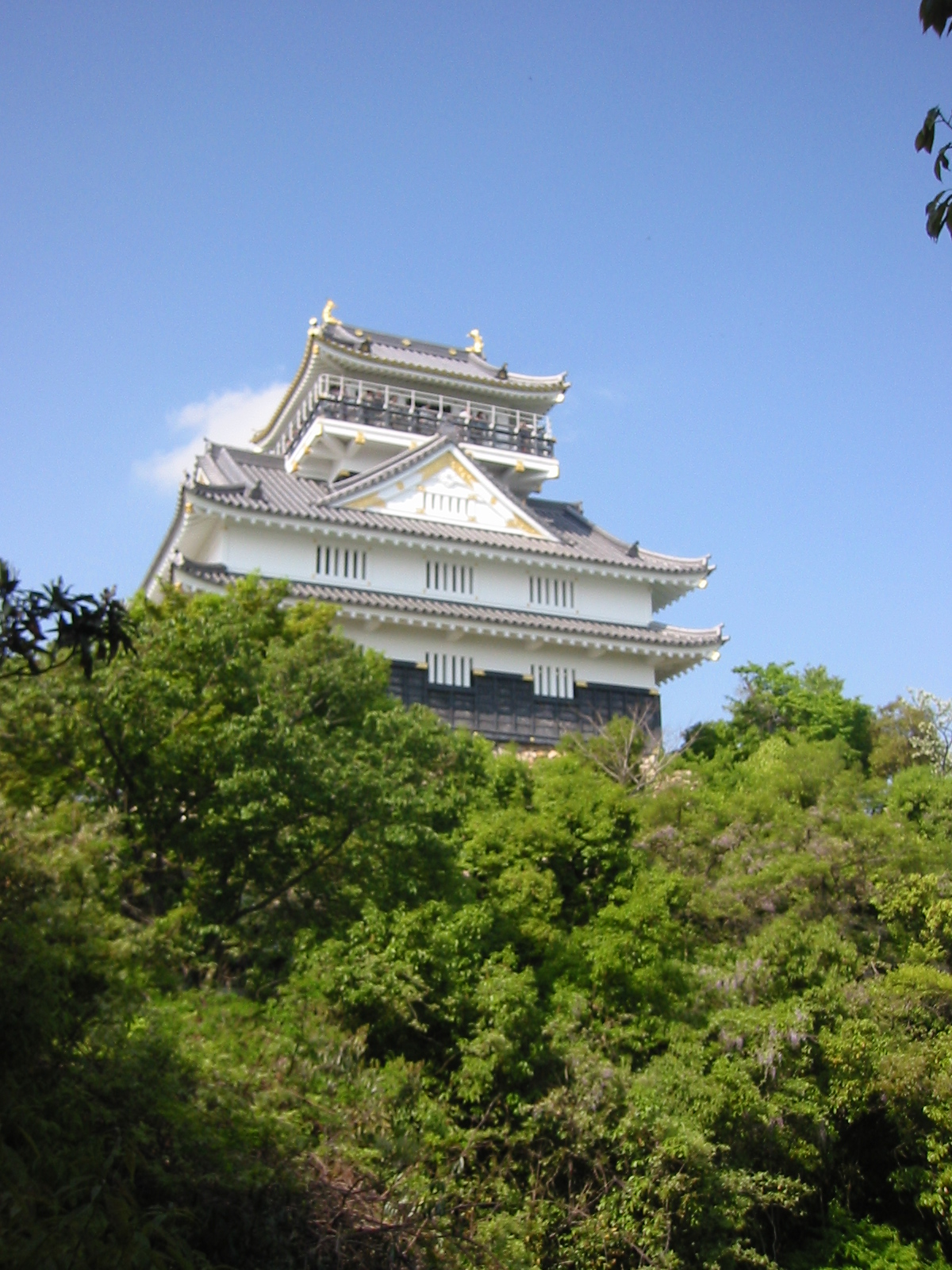
Kasteel Gifu

Tijdens de Kamakuraperiode strekte de macht van de familie zich uit tot de provincie Mino, waar ze kasteel Gifu (ook bekend als kasteel Inabayama) bouwden, op de top van de berg Kinka tussen 1201 en 1204.

## Clanleiders
1. Nikaido Yukimasa (二階堂行政)
2. Nikaido Tameuji (二階堂為氏)
3. Nikaido Yukimitsu (二階堂行光)
4. Nikaido Yukiaki (二階堂行詮)
5. Nikaido Yukikage (二階堂行景)
6. Nikaido Haruyuki (二階堂晴行) (gestorven 2 juli 1542)
7. Nikaido Teruyuki (二階堂照行) (gestorven 22 oktober 1564)
8. Nikaido Moriyoshi (二階堂盛義) (1544 - 23 september 1581)
9. Nikaido Yukichika (二階堂行親) (1570 - 1582)

## Bekende vazallen en overige familieleden
- Suda Morihide (須田盛秀) (1530 - 1625)
- Suda Hidehiro (須田秀広) (1572 - 1589)
- Suda Yoritaka (須田頼隆) (gestorven 27 mei 1590)
- Yadano Yoshimasa (箭田野義正) (1565 - 1623)
- Nikaido Yukihide (二階堂行栄) (geboren 1581)
- Suda Teruhide (須田照秀)
- Suda Hideyuki (須田秀行)
- Nikaido Tsugutsuna (二階堂続綱)
- Nikaido Terushige (二階堂照重)
- Nikaido Terutsuna (二階堂照綱)
- Nikaido Yukinao (二階堂行直) (gestorven 1348)
- Okubo Sukechika (大久保資近)
- Hamao Yukiyasu (浜尾行泰) (1543 - 1623)
- Hamao Moriyasu (浜尾盛泰)
- Hamao Muneyasu (浜尾宗泰) of Kawashima Muneyasu (川島宗泰)
- Moriya Shigekiyo (守谷重清)
- Moriya Toshishige (守谷俊重)
- Yadano Yukiyoshi (箭田野行義)
- Yadano Yukimasa (箭田野行政) (1524 - 1583)
- Yadano Yukimasa (箭田野行正)
- Hodowara Yukiari (保土原行有)
- Hodowara Yukifuji (保土原行藤) (1538 - 1620)
- Hodowara Shigeyuki (保土原重行)
- Endo Moritane (遠藤盛胤)
- Endo Katsushige (遠藤勝重)
- Yabe Yoshimasa (矢部義政)
- Shioda Masashige (塩田政繁)